# Thomas Prantner
Thomas Prantner (* 9. September 1964 in Wien) ist ein österreichischer Journalist und Manager. Er war von Jänner 2007 bis September 2022 Direktor für Online und Neue Medien des ORF.

## Leben und Karriere
Er maturierte am Humanistischen Gymnasium im Kollegium Kalksburg Wien.
1984 war Prantner Volontär des ORF in der TV-Auslandsredaktion des Aktuellen Dienstes und 1985 redaktioneller Mitarbeiter der Sendung „Auslandsreport“. Prantner war unter anderem für die Zeitschriften WIENER und Basta tätig, bevor er 1988 in die ORF-Öffentlichkeitsarbeit kam und 1994 als persönlicher Referent und Büroleiter von Generalintendant Gerhard Zeiler arbeitete.
Von Juni 1995 bis April 2002 war Thomas Prantner Pressesprecher des ORF und Leiter der Abteilung Öffentlichkeitsarbeit und Kommunikation, 1999 erhielt er die Prokura. Am 1. Mai 2002 wurde er zum ORF-Marketingchef und Leiter der Hauptabteilung Zentrales Marketing bestellt.
Prantner war ab April 2012 Leiter der Hauptabteilung Online und neue Medien und stellvertretender Direktor für 
Technik, Online und neue Medien. Er zeichnet als solcher unter anderem für die „ORF TVThek“ verantwortlich.
Im November 2021 wurde bekannt, dass er den ORF im September 2022 verlassen wird. 2023 gründete er die Vermarktungsagentur C3 Stars. Von der Landesregierung Kunasek wurde er im Jänner 2025 als Nachfolger von Klaus Poier zum Vertreter der Steiermark im ORF-Stiftungsrat bestellt. Zeitgleich mit seiner Bestellung stellte er aus Compliancegründen seine Aktivitäten für seine Vermarktungsagentur C3 ein.
Prantner ist Mitbegründer der seit 1989 existierenden Unabhängigen Bürgerliste Hinterbrühl. 
Er ist der Sohn des Theologen Robert Prantner.